# Fimbristylis fulvescens
Fimbristylis fulvescens là loài thực vật có hoa trong họ Cói. Loài này được (Thwaites) Thwaites mô tả khoa học đầu tiên năm 1864.